# Malgven
Vous lisez un « article de qualité » labellisé en 2015.
Ne doit pas être confondu avec Melgven.
Malgven ou Malgwen(n) est un personnage introduit dans la légende de la ville d'Ys à la fin du XIXe siècle par Édouard Schuré, peut-être à partir d'une légende locale du cap Sizun. Elle est rendue célèbre par Charles Guyot au début du XXe siècle, dans sa version littéraire de la légende d'Ys. Valkyrie et reine du « Nord », Malgven règne sur ses terres avec son époux vieillissant, le roi Harold. Elle rencontre le roi Gradlon parti en expédition et en tombe amoureuse. Elle le persuade de tuer son mari et de s'enfuir avec elle sur son cheval Morvarc'h, jusqu'aux terres bretonnes de Gradlon. Le voyage dure un an, durant lequel elle donne naissance à une fille, Dahut. Malgven meurt après l'accouchement.
Bien qu'elle n'ait peut-être rien d'authentique dans la légende de la ville d'Ys, Malgven restitue à sa fille Dahut une origine féerique et participe à l'aspect dramatique et romantique de cette légende. Ce personnage est repris dans nombre de productions plus récentes, notamment des romans, une pièce de théâtre et une bande dessinée.

## Étymologie
Si l'orthographe « Malgven » est la plus fréquente, certains textes récents emploient « Malgwen » ou « Malgwenn ». Françoise Le Roux et Christian-J. Guyonvarc'h n'en citent pas l'étymologie, mais précisent que pour eux, ce nom n'est « ni breton, ni scandinave ».

## Description
Souvent citée comme étant l'épouse du roi Gradlon, et donc la mère de la princesse Dahut, dans la légende de la ville d'Ys, Malgven a été popularisée dans ce rôle par Charles Guyot, au début du XXe siècle.

### Origine
Le mythe d'origine de Dahut ne lui attribue aucune mère. Elle n'a pas même de généalogie définie. Pour Le Roux et Guyonvarc'h, elle représente une figure celte « sans âge et sans origine », Malgven est donc un ajout tardif au mythe de la ville d'Ys. Elle serait présente néanmoins dans certaines légendes paysannes de l'ouest du Finistère sous une forme plus archaïque.[réf. nécessaire]
Matthieu Boyd signale la plus ancienne mention connue de Malgven dans l'essai Les Grandes légendes de France d'Édouard Schuré, en 1892 (cependant, le texte de Schuré est pré-publié dans la Revue des Deux Mondes l'année précédente). Schuré évoque vaguement ses sources dans une tradition orale recueillie près du cap Sizun, selon laquelle le roi Gradlon est venu chercher une princesse d'Hibernia (donc d'Irlande). Cette tradition se rapproche un peu du mythe de Tristan et Iseut, et pourrait donner à Malgven une origine plus authentique, Schuré ayant entretenu de nombreuses correspondances avec ses pairs pour rassembler des légendes. Malgven est ensuite citée nommément dans une pièce de théâtre en 1903, comme mère de Dahut. Son nom apparaît également dans une publication anglophone de 1906.
Boyd s'oppose donc à la conclusion selon laquelle Malgven serait une pure invention littéraire de Charles Guyot, bien qu'il reste prudent quant à une possible origine dans le folklore breton, Schuré ne citant pas précisément ses sources. Le lai de Graelent-Meur, collecté par La Villemarqué, évoque une relation entre le roi Gradlon (l'identification de ce dernier avec le roi de la légende d'Ys reste cependant controversée, tout comme l'authenticité de ce texte) et une femme de l'Autre Monde. À partir de ce lai, Jean Markale — dont les hypothèses sont sévèrement critiquées par Le Roux et Guyonvarc'h — a développé l'hypothèse qu'après sa rencontre avec la femme de l'Autre Monde, le « chevalier Gradlon » serait revenu avec Dahut, « une petite fille aux longs cheveux ». Aucune source ne permet d'établir de filiation vers Dahut ni d'identification entre cette femme de l'Autre Monde et Malgven, mais dans la tradition celtique, ces femmes apportent la bonne fortune à leurs époux et sont capables d'avoir des enfants avec eux, ce qui pourrait constituer selon lui une piste.
Pour Françoise Le Roux et Christian-J. Guyonvarc'h (2000), Malgven et le cheval Morvarc'h sont des inventions littéraires de Charles Guyot, pour sa version de la légende d'Ys. C'est cette version faisant intervenir Malgven et Morvarc'h qui est racontée comme étant la « version canon » de la ville d'Ys depuis le milieu du XXe siècle, notamment par Jean Markale.

### Apparence physique et royaume
Je suis la fée Malgven, reine du Nord et maîtresse de ce château. C'est moi qui ai dirigé la lutte contre tes guerriers qui l'assaillaient, car le roi mon époux n'est qu'un incapable dont le glaive se rouille, pendu à un clou
Malgven est souvent décrite comme étant la « reine du Nord ». Le pays sur lequel elle règne pourrait être l'Irlande, la Norvège, ou le Danemark. Malgven est ainsi qualifiée de « dannite », donc danoise, dans certains textes de la fin du XIXe siècle,, mais Charles Guyot la présente comme une valkyrie norvégienne. Édouard Schuré la décrit ainsi : « redoutable et belle était la reine du Nord, avec son diadème d'or, son corselet en mailles d'acier, d'où se dégageaient des bras d'une blancheur de neige, et les anneaux dorés de sa chevelure, qui retombaient sur son 
armure d'un bleu sombre, moins bleue et moins chatoyante que ses yeux » (1908). Il en fait une femme rousse dans d'autres versions, comme celle de Florian Le Roy (1928) : « Dans le clair de lune, sa cuirasse et son haubert ruisselants de clarté, une femme aux cheveux roux largement épandus. Elle était belle comme une déesse de la Guerre. Une eau d'enchantement luisait dans ses yeux. C'était Malgven, reine du Nord ». Pascal Bancourt la voit comme une « fée du Nord » à l'apparence de femme guerrière, portant une chevelure dorée. La version la plus connue en fait l'épouse du roi nordique vieillissant Harold. Malgven tombe amoureuse du roi Gradlon, et le persuade de tuer son mari.

## Évolution littéraire
La première version connue, celle d'Édouard Schuré, présente Malgven comme une magicienne, « une Sène irlandaise ou une Saga scandinave qui avait fait périr son premier possesseur par le poison, pour suivre le chef armoricain » Gradlon. Mais à peine est-il devenu roi de Cornouaille qu'elle meurt subitement. Gradlon sombre dans la tristesse, le vin et la débauche, incapable de l'oublier. En regardant grandir sa fille Dahut, il croit revoir son épouse.

### Malgven dans le roman de Charles Guyot
Au début du XXe siècle, Charles Guyot publie La Légende de la ville d'Ys d'après les anciens textes aux éditions H. Piazza, ouvrage qui connait un succès remarquable puisque sa onzième édition paraît en 1926. Des rééditions régulières sortent tout au long du siècle, notamment en 1987, 1998 et 1999 (chez Flammarion), de même qu'une traduction anglaise en 1979.
Malgven apparaît essentiellement dans le premier chapitre, intitulé « Le deuil de Gradlon ». Gradlon, roi de Cornouaille, part guerroyer en Norvège à la tête d’une flotte considérable. Après une longue et harassante navigation, il arrive aux frontières du royaume du Nord. Les Bretons livrent une première bataille, un carnage qui ne donne l’avantage à  aucun des deux camps. L’histoire se répète le lendemain, semblable bataille et même tuerie, mais cette fois Malgven prend part aux combats. Le roi de Cornouaille assiège vainement une forteresse nichée au fond d’un fjord, mais à l’approche de l’hiver, l’armée refuse de rester et embarque pour l’Armorique, laissant le roi seul. Chaque nuit, il cherche le moyen de pénétrer dans la place. Un soir, une femme l’attend au pied des remparts. Elle lui dit qu’il est impossible de prendre la cité et son trésor sans son aide. Elle lui propose de le faire entrer, mais il doit tuer le roi, un homme vieux, cupide et infidèle dont l’épée est rouillée. Dans la citadelle, Gradlon tue l’époux de la reine, pendant que celui-ci dort d’un sommeil aviné. Tous deux s’enfuient avec le trésor en chevauchant Morvarc'h (« le cheval de la mer »), un animal capable de courir sur l'eau. Le cheval s’élance sur la mer et rejoint le bateau de Gradlon, le voyage de retour dure un an. Des amours entre Malgven et Gradlon naît une fille, Dahut. La reine meurt durant l’accouchement. Gradlon ne peut se consoler de la mort de son amante et reporte toute son affection sur sa fille, qui ressemble à Malgven et suit la religion des Celtes.
Le rôle de Malgven dans ce roman participe à son aspect dramatique, avec l'épisode de sa mort en couches. Thierry Jigourel estime qu'avec l'ajout de Morvarc'h et Malgven, Guyot donne à son texte « une étonnante vigueur romanesque ». Françoise Le Roux et Christian-J. Guyonvarc'h regrettent la « notoriété injustifiée de ce livre », qu'ils qualifient de « falsification d'une légende bretonne à des fins commerciales ».

### Évolutions postérieures
Les différents auteurs qui parlent de la ville d'Ys, à partir souvent du texte de Charles Guyot, introduisent de légères différences à la version de ce dernier. Georges-Gustave Toudouze cite un résumé de la légende dans L'Ouest-Éclair (futur Ouest-France) en 1933 : « Quand Gradlon succéda a Conan Meriadec, il partit sur la mer, en errance avec une flotte, dont il perdit les trois quarts. Dans les eaux du Nord, il rencontra une reine, Malgven, qui s’éprit de lui et qu'il épousa suivant les rites du pays nordique. Elle vécut, elle navigua avec lui sur la mer ». En 1937, dans un article de Paris-Soir, Malgven est présentée comme la femme de Gradlon « qu'il avait ramenée du Nord ». Dahut n'est pas sa fille, c'est « la fille de Malgven et du diable — enfant d'un ténébreux adultère ». Dans la légende racontée par Thierry Jigourel, Gradlon apprend l’existence du royaume du Nord, de ses trésors et de Malgven en surprenant une conversation de marins dans une auberge de Kemper. La reine Malgven déclare son amour après une journée de combat singulier entre les deux futurs amants.

## Analyse
Les chercheuses Amy Varin et Hiroko Amemiya reconnaissent à Malgven le mérite d'attribuer à Dahut une filiation « extraordinaire » et féerique, plus proche de sa nature originelle. Dans les versions connues qui font de Dahut la fille de Gradlon, seule une parenté féerique du côté maternel peut expliquer qu'elle suive une voie « maudite » et soit châtiée par Dieu, alors que son père est pieux,. Joseph Philippe rejoint ce propos en disant que Malgven est une mère païenne, qui donne naissance à une fille elle aussi païenne.
Le conteur Alain Le Goff voit Malgven et Dahut comme deux expressions d'un pouvoir féminin et d'un mythe de l'éternel retour, puisque dans leurs légendes respectives, toutes deux finissent par retourner à la mer, « leur matrice originelle ».

## Adaptations et réutilisations récentes

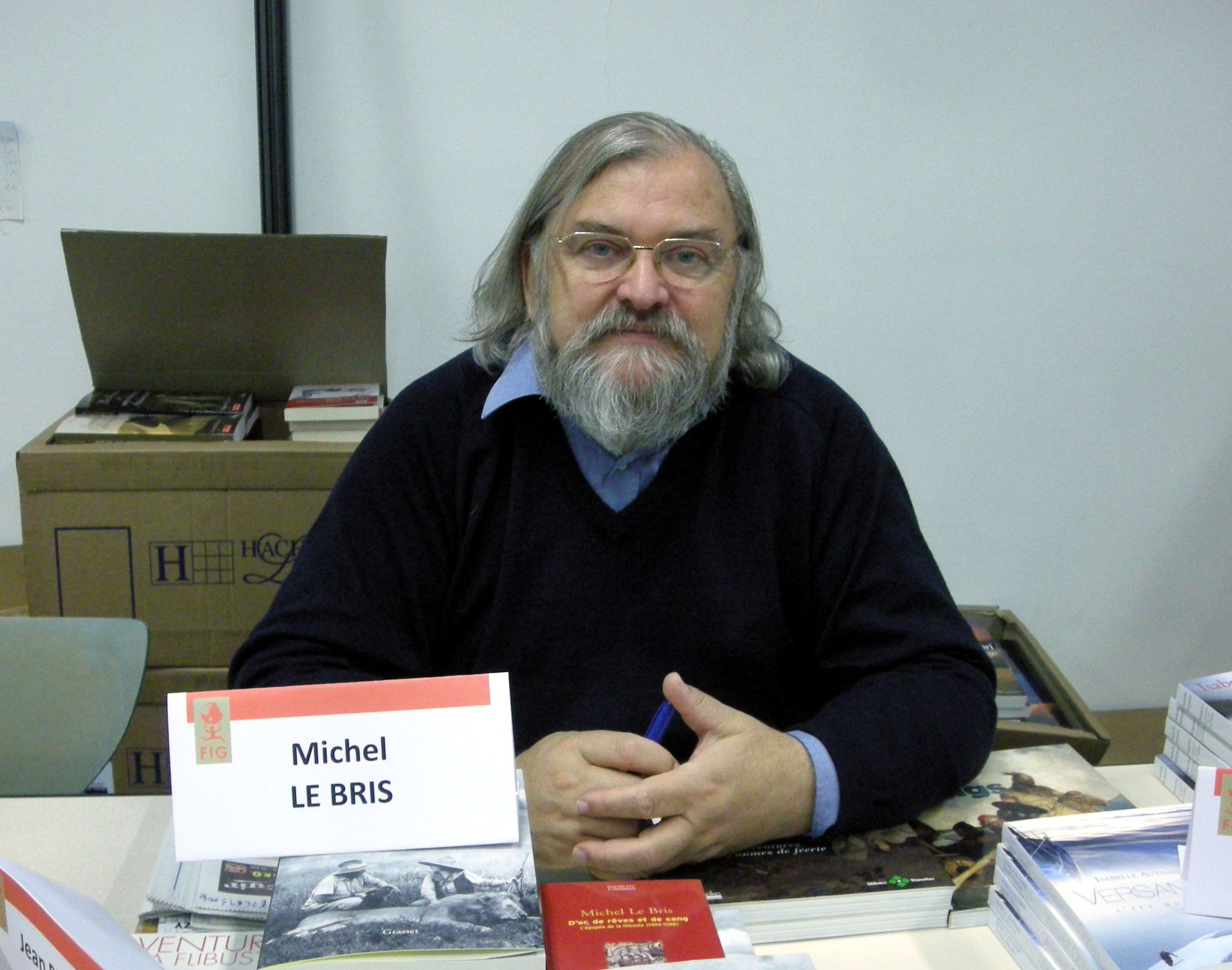
Michel Le Bris reprend le personnage de Malgven dans sa pièce Ys, dans la rumeur des vagues (1985).

La plupart des adaptations littéraires récentes de la légende de la ville d'Ys maintiennent Malgven telle qu'elle est présentée dans la version de Charles Guyot. C'est notamment le cas chez Henri Iselin (Légendes des cités perdues, 1964), chez Jean Markale (« La ville engloutie ou le mythe celtique des origines » dans Les Celtes, 1969), chez le conteur Yann Brekilien qui reprend la « fée Malgven, reine du Nord » comme mère de Dahut (Contes et légendes du pays breton, 1973), chez Michel Le Bris  (pour sa pièce Ys, dans la rumeur des vagues, 1985), Françoise Gange (La ville plus basse que la mer, 1988) et Christian Querré (La légende de la ville d'Ys, 1996).
Malgven est présente dans la version humoristique de la légende d'Ys racontée dans La Dérive des incontinents de Gordon Zola. Dans le roman d'Édouard Brasey La Sirène d'Ouessant (2014), Malgven est une vieille rebouteuse qui suit les traditions païennes. La série Les Druides de Thierry Jigourel, Jean-Luc Istin et Jacques Lamontagne évoque Malgven dans le second tome, « Is la blanche » (2006), quand Gwench'lan doit enquêter dans la légendaire cité, sur fond de tensions entre catholiques et païens.
Arthur Rimbaud parodie la légende dans l'une de ses correspondances, avec son croquis intitulé « Le traîneau » : Malgven est montée dans un traîneau tiré par un collégien qui craint de le voir chavirer. Malgven est aussi le nom d'une bière rousse forte, produite dans la brasserie artisanale de « La Korrigane » au Québec.

#### Sources primaires
- [Guyot 1926] Charles Guyot, La légende de la ville d'Ys : D'après les textes anciens, Edition d'art H. Piazza, coll. « Épopée et Légendes », 1926, 148 p.Réédité en 1998 chez Coop Breizh et en 1999 chez Gallimard
- [Jigourel 2005] Thierry Jigourel, Merlin, Tristan, Is et autres contes brittoniques, Paris, Jean Picollec éditeur, 2005, 270 p. (ISBN 2-86477-213-2)
- [Schuré 1908] Édouard Schuré, Les grandes légendes de France : les légendes de l'Alsace, la grande Chartreuse, le Mont Saint-Michel et son histoire, les légendes de la Bretagne et le génie celtique, Paris, Perrin, 1908 (lire en ligne)

#### Sources secondaires
- [Amemiya 2006] Hiroko Amemiya, « La déesse bretonne de la mer », dans Littératures de Bretagne. Mélanges offerts à Yann-Ber Piriou, Rennes, Presses universitaires de Rennes, 2006 (ISBN 2753502099 et 9782753502093), p. 253-266.
- [Bancourt 2003] Pascal Bancourt, Les mystères de la ville d'Is, Monaco/Paris, éditions du Rocher, 2003, 261 p. (ISBN 2-268-04508-0 et 9782268045085)
- [Boyd 2006] Matthieu Boyd, « L'enfant d'Ahez ou le fabuleux parcours du comte Kristof, une légende de la ville d'Is », dans Littératures de Bretagne : mélanges offerts à Yann-Ber Piriou, Presses universitaires de Rennes, 2006 (ISBN 2753502099 et 9782753502093).
- [Boyd 2013] (en) Matthieu Boyd, « What’s New in Ker-Is: ATU 675 in Brittany », Fabula, vol. 54, nos 3-4,‎ novembre 2013, p. 235–262 (ISSN 1613-0464, lire en ligne)
- [Le Roux et Guyonvarc'h 2000] Françoise Le Roux et Christian-J. Guyonvarc'h, La légende de la ville d'Is, éditions Ouest-France, coll. « De mémoire d'Homme », mai 2000, 335 p. (ISBN 978-2-7373-1413-1). Textes précédés par 130 pages d'analyses.
- [Hascoët 2012] Joël Hascoët, « À la recherche de Ker-Is », dans Guide de la France merveilleuse, Paris, Payot, 2012, 306 p.
- [Varin 1982] (en) Amy Varin, « Dahut and Gradlon », dans Proceedings of the Harvard Celtic Colloquium, vol. 2, Department of Celtic Languages & Literatures, université Harvard, 1982 (lire en ligne), p. 19-30.